# Dolomedes transfuga
Dolomedes transfuga är en spindelart som beskrevs av Pocock 1899. Dolomedes transfuga ingår i släktet Dolomedes och familjen vårdnätsspindlar.
Artens utbredningsområde är Kongo. Inga underarter finns listade i Catalogue of Life.